# Храм Преображења Господњег у Јабуци
Храм Преображења Господњег у Јабуци је храм Српске православне цркве који припада Митрополији дабробосанској. Налази се у Јабуци, Општина Фоча-Устиколина, Босна и Херцеговина. Храм је саграђен 1937. године и посвећен је Преображењу Господњем.

## Историјат
Градња цркве у Јабуци започета је у јесен 1936. године. Укровљена је у јесен 1937. године. Црква је завршена и освећена на Спасовдан 2. јуна 1938. године. Црква у Јабуци није страдала за време Другог светског рата. Храм је генерално обновљен 1990. године. Црква је минирана 23. јула 1992. године, за време рата у Босни и Херцеговини, након чега је наново изграђена 2005. године.